# Lac des Asomates
Le lac des Asomates, en grec moderne : Λίμνη Ασωμάτων, est un lac de barrage du district régional d'Imathie en Macédoine-Centrale, Grèce. Sa superficie est de 2,6 km. Il est formé après la construction d'un barrage sur le fleuve Aliakmon, en 1985, à 8 km au sud-est de Véria